# 山家集
『山家集』（さんかしゅう）は、平安末期の歌僧・西行法師の歌集。歌数は約1560首だが、増補本では300首余が加わる。
確かな成立年は不詳だが、治承・寿永の乱（源平合戦）の最中か直後だと思われる。俊成・良経・慈円・定家・家隆ら5名の家集とともに六家集の一つで、『山家和歌集』、『西行法師歌集』の別名がある。西行生前の撰を後人が増補したと見られ、西行の自撰なる『山家心中集』や、『西行上人集』との関連が注目される。

## 構成
自然と人生を詠い「無常」の世をいかに生きるかを問いかけており、上巻には四季の歌を、中巻は恋と雑、下巻には恋百十首・雪月花などの十題百首や、離別・羇旅・哀傷・釈教・神祇などの雑の歌を収める。諸国を漂泊した隠遁者なる西行らしく、抒情性の高い花鳥風月の歌や、闊達な人生観に基づく述懐が多い。恋歌にも秀作はあるものの、題詠で作歌背景の判然とせぬものがほとんどである。
山家集に収める歌々の中で、「願わくは花のしたにて春死なむそのきさらぎの望月の頃」、「心なき身にもあはれは知られけり鴫立つ沢の秋の夕暮れ」、「嘆けとて月やは物を思はするかこちがほなるわが涙かな」などが広く知られている。

### 特色
構成や配列の点から傾向を探れば、まず上の巻での桜の句の多いことである。梅の10首に対して、桜のそれは103首にのぼる。また春の桜と並んで、西行は月に心を寄せ、秋歌の半数を費やしている。中の巻は、恋と雑に分かれているが、恋と雑の間には「以下、下帖となす」との傍書が見られることから本来、雑は下巻にまとまっていたものが、上・中・下の3巻に構成するために、現在のような雑の一部を中巻に組み入れたと考えられている。下巻は中巻の雑に続く増補として記され、続いて思うにまかせぬ恋の嘆の詠歌を中心としている。後鳥羽上皇の言（『後鳥羽院口伝』）によれば、西行は「歌よみ」、定家は「歌作り」と評している。